# Ealdorman
Ealdorman (staroengleski: ealdorman, današnji engleski "elder man", doslovno na hrvatskom jeziku: "stariji čovjek") je izraz kojim se označavalo visokog kraljevskog dužnosnika i priorskog magistrata anglosaskog shirea ili skupine shirea (grofovija), najznačajnije upravne jedinice anglosaske države. Postojao je od 9. stoljeća do 11. stoljeća poslije Krista, do vremena kralja Knuta.
Njemački oblik od ealdormana je "Aldermann", prijevod od latinskog comes.

### Earl
Ka kraju 10. stoljeća, izraz ealdorman je postupno nestajao, ustupajući mjesto eorlu, vjerojatno jer je na nj utjecao danski izraz jarl, koji je evoluirao u suvremeni engleski earl.  Analogni izraz u engleskom je ponekad count (grof), iz francuskog comte, koji je došao iz latinskog comes. Ealdormane se može smatrati kao rane engleske earlove, a njihove ealdormanry-je (ealdormanry, ista značenja kao earldom) su postala velike grofovije (earldomi) u anglodansko i anglonormanskoj Engleskoj.
Ealdormancy je bilo anglosasko vladajuće tijelo koje je obuhvaćalo nekoliko shireova, a koje je činio jedan ili više ealdormana.

### Alderman
Iako se earlove može smatrati nasljednike ealdormana, riječ ealdorman nije nestala, nego je preživjela sve do današnjih vremena u obliku alderman. Ipak, taj je izraz razvio drugo značenje koji ima malo toga s ealdormanima.